# Lista atacurilor cu rachete din invazia Rusiei în Ucraina (martie 2023)
Acesta este segmentul din martie 2023 al listei atacurilor cu rachete executate de toate părțile implicate în invazia Rusiei în Ucraina din 2022. Sunt enumerate doar atacurile certificate în surse de încredere, țintele cărora sunt sau sunt considerate a fi obiective militare sau de infrastructură. Nu sunt enumerate loviturile cu rachete neghidate efectuate de forțele de aviație, artilerie, sisteme de lansare multiplă și sisteme S-300.
Drapelele din coloana „obiectiv lovit” semnifică țara care deținea controlul asupra obiectivului respectiv. Obiectivele lovite nu sunt în mod necesar cele țintite – în unele cazuri, se referă la locul căderii rachetelor care s-au prăbușit în zbor sau au fost distruse de sisteme anti-rachetă.
Pagina principală: Lista atacurilor cu rachete din invazia Rusiei în Ucraina (2022–prezent). Listele pe luni:
- 2022 – ian · feb · mar · apr · mai · iun · iul · aug · sep · oct · noi · dec
- 2023 – ian · feb · mar · apr · mai · iun

## Martie 2023
| Atacuri executate de partea ucraineană | Atacuri executate de partea ucraineană | Atacuri executate de partea ucraineană | Atacuri executate de partea ucraineană                   | Atacuri executate de partea ucraineană           | dată                                           | Atacuri executate de partea rusă | Atacuri executate de partea rusă | Atacuri executate de partea rusă | Atacuri executate de partea rusă | Atacuri executate de partea rusă                 |  |
| regiune                                | localitate                             | tipul rachetei                         | interceptate                                             | obiective lovite                                 | dată                                           | regiune                          | localitate                       | tipul rachetei                   | interceptate                     | obiective lovite victime: uciși \| răniți        |  |
| -------------------------------------- | -------------------------------------- | -------------------------------------- | -------------------------------------------------------- | ------------------------------------------------ | ---------------------------------------------- | -------------------------------- | -------------------------------- | -------------------------------- | -------------------------------- | ------------------------------------------------ |  |
| regiunea Donețk                        | Donețk                                 | M31                                    | —                                                        | pod                                              | 01.03.2023                                     | regiunea Donețk                  | Kramatorsk                       | Iskander⁠(d)                      | 0/1                              | clădire de apartamente victime: 4 \| 8           |  |
|                                        |                                        |                                        |                                                          |                                                  | 01.03.2023                                     | regiunea Poltava                 | Kremenciug                       | H-22⁠(d)                          | 0/1                              | infrastructură critică și civilă victime: 0 \| 0 |  |
| regiunea Donețk                        | Harțîzk                                | M31                                    | 0/6                                                      | infrastructură militară                          | 03.03.2023                                     | regiunea Donețk                  | Avdiivka                         | —                                | 0/1                              | infrastructură industrială                       |  |
|                                        |                                        |                                        |                                                          |                                                  | 03.03.2023                                     | regiunea Donețk                  | Bahmut                           | —                                | 0/1                              | pod                                              |  |
| regiunea Luhansk                       | Svatove                                | Tocika⁠(d)                              | —                                                        | infrastructură militară                          | 04.03.2023                                     |                                  |                                  |                                  |                                  |                                                  |  |
| regiunea Donețk                        | Volnovaha                              | M31                                    | —                                                        | infrastructură militară                          | 05.03.2023                                     | regiunea Donețk                  | Avdiivka                         | H-59⁠(d)                          | 0/6                              | infrastructură civilă                            |  |
| regiunea Luhansk                       | Iuriivka                               | M31                                    | —                                                        | neidentificat                                    | 05.03.2023                                     |                                  |                                  |                                  |                                  |                                                  |  |
| regiunea Luhansk                       | Bile                                   | M31                                    | —                                                        | neidentificat                                    | 05.03.2023                                     |                                  |                                  |                                  |                                  |                                                  |  |
| regiunea Belgorod                      | regiunea Belgorod                      | Tocika⁠(d)                              | —                                                        | neidentificat                                    | 06.03.2023                                     |                                  |                                  |                                  |                                  |                                                  |  |
| regiunea Zaporijjea                    | Berdeansk                              | —                                      | —                                                        | neidentificat                                    | 07.03.2023                                     |                                  |                                  |                                  |                                  |                                                  |  |
|                                        |                                        |                                        |                                                          |                                                  | 08.03.2023                                     | regiunea Donețk                  | Memrîk⁠(d)                        | —                                | 0/1                              | infrastructură civilă                            |  |
| regiunea Donețk                        | Volnovaha                              | M31                                    | —                                                        | infrastructură militară                          | 09.03.2023                                     | regiunea Liov                    | Velîka Vilșanîțea                | —                                | 0/38                             | clădiri de locuit victime: 5 \| ?                |  |
|                                        |                                        |                                        |                                                          |                                                  | 09.03.2023                                     | Kiev                             | Kiev                             | —                                | 0/38                             | infrastructură critică și civilă victime: 0 \| 3 |  |
| regiunea Dnipropetrovsk                | regiunea Dnipropetrovsk                | —                                      | infrastructură energetică și industrială victime: 1 \| 2 |                                                  | 09.03.2023                                     |                                  |                                  |                                  | 0/38                             |                                                  |  |
| regiunea Odesa                         | regiunea Odesa                         | —                                      | infrastructură energetică                                |                                                  | 09.03.2023                                     |                                  |                                  |                                  | 0/38                             |                                                  |  |
| Ucraina                                | Ucraina                                | —                                      | 42/42                                                    | interceptare de apărarea anti-rachetă a Ucrainei | 09.03.2023                                     |                                  |                                  |                                  |                                  |                                                  |  |
| regiunea Donețk                        | Volnovaha                              | M31                                    | 0/2                                                      | unități de tehnică militară                      | 11.03.2023                                     | regiunea Donețk                  | Oceretîne⁠(d)                     | —                                | 0/5                              | infrastructură civilă                            |  |
| regiunea Zaporijjea                    | Melitopol                              | —                                      | 0/10+                                                    | infrastructură militară                          | 11.03.2023                                     |                                  |                                  |                                  |                                  |                                                  |  |
| regiunea Donețk                        | Makiivka                               | AGM-88 HARM⁠(d)                         | —                                                        | neidentificat                                    | 12.03.2023                                     |                                  |                                  |                                  |                                  |                                                  |  |
| regiunea Donețk                        | Donețk                                 | —                                      | —                                                        | neidentificat                                    | 13.03.2023                                     | regiunea Donețk                  | Avdiivka                         | —                                | 0/7                              | infrastructură civilă victime: 1 \| 2            |  |
| regiunea Belgorod                      | Belgorod                               | —                                      | —                                                        | neidentificat                                    | 14.03.2023                                     | regiunea Donețk                  | Kramatorsk                       | —                                | —                                | infrastructură civilă victime: 1 \| 3            |  |
| regiunea Luhansk                       | Hrustalnîi                             | M31                                    | —                                                        | infrastructură militară                          | 14.03.2023                                     | regiunea Odesa                   | regiunea Odesa                   | H-31P⁠(d)                         | 4/4                              | interceptare de apărarea anti-rachetă a Ucrainei |  |
| regiunea Luhansk                       | Breanka                                | M31                                    | —                                                        | neidentificat                                    | 14.03.2023                                     |                                  |                                  |                                  |                                  |                                                  |  |
| regiunea Donețk                        | Volnovaha                              | M31                                    | —                                                        | infrastructură militară                          | 14.03.2023                                     |                                  |                                  |                                  |                                  |                                                  |  |
| regiunea Luhansk                       | Novonîkanorivka                        | M31                                    | —                                                        | unități de tehnică militară                      | 16.03.2023                                     |                                  |                                  |                                  |                                  |                                                  |  |
| estul Ucrainei                         | estul Ucrainei                         | M31                                    | —                                                        | infrastructură militară                          | 17.03.2023                                     | regiunea Donețk                  | Avdiivka                         | H-59⁠(d)                          | 0/4                              | clădire de apartamente                           |  |
|                                        |                                        |                                        |                                                          |                                                  | 18.03.2023                                     | regiunea Donețk                  | Kramatorsk                       | —                                | —                                | infrastructură civilă victime: 2 \| 9            |  |
| regiunea Herson                        | raionul Berîslav                       | H-59⁠(d)                                | 1/2                                                      | infrastructură agricolă                          | 18.03.2023                                     |                                  |                                  |                                  |                                  |                                                  |  |
| 20.03.2023                             | Crimeea                                | Djankoi                                | Kalibr⁠(d)                                                | —                                                | detonare cauzată de un atac cu drone ucrainean |                                  |                                  |                                  |                                  |                                                  |  |
| 21.03.2023                             | regiunea Odesa                         | Odesa                                  | H-59⁠(d)                                                  | 2/4                                              | infrastructură civilă victime: 0 \| 3          |                                  |                                  |                                  |                                  |                                                  |  |
| regiunea Donețk                        | Donețk                                 | Tocika⁠(d)                              | 0/1                                                      | infrastructură critică                           | 22.03.2023                                     |                                  |                                  |                                  |                                  |                                                  |  |
|                                        |                                        |                                        |                                                          |                                                  | 24.03.2023                                     | regiunea Odesa                   | regiunea Odesa                   | H-59⁠(d)                          | 2/2                              | interceptare de apărarea anti-rachetă a Ucrainei |  |
| regiunea Sumî                          | Bilopillia                             | H-31P⁠(d)                               | 0/1                                                      | școală                                           | 24.03.2023                                     |                                  |                                  |                                  |                                  |                                                  |  |
| 26.03.2023                             | regiunea Donețk                        | Avdiivka                               | —                                                        | —                                                | clădiri de apartamente                         |                                  |                                  |                                  |                                  |                                                  |  |
| regiunea Zaporijjea                    | Melitopol                              | M31                                    | —                                                        | infrastructură militară                          | 27.03.2023                                     | regiunea Herson                  | regiunea Herson                  | H-31P⁠(d)                         | 2/2                              | interceptare de apărarea anti-rachetă a Ucrainei |  |
| regiunea Donețk                        | Șahtarsk                               | —                                      | —                                                        | infrastructură militară                          | 27.03.2023                                     |                                  |                                  |                                  |                                  |                                                  |  |
| regiunea Donețk                        | Novotroiițke⁠(d)                        | —                                      | —                                                        | depozit de muniții                               | 27.03.2023                                     |                                  |                                  |                                  |                                  |                                                  |  |
| regiunea Donețk                        | Zuhres                                 | M31                                    | —                                                        | neidentificat                                    | 28.03.2023                                     |                                  |                                  |                                  |                                  |                                                  |  |
| regiunea Zaporijjea                    | Melitopol                              | M31                                    | —                                                        | infrastructură militară                          | 29.03.2023                                     |                                  |                                  |                                  |                                  |                                                  |  |
| regiunea Luhansk                       | Troițke                                | M31                                    | 0/4                                                      | infrastructură militară                          | 30.03.2023                                     |                                  |                                  |                                  |                                  |                                                  |  |
| regiunea Mîkolaiiv                     | perisipul Kinburn⁠(d)                   | AGM-114 Hellfire⁠(d)                    | —                                                        | neidentificat                                    | 31.03.2023                                     | regiunea Zaporijjea              | Zaporijjea                       | Iskander⁠(d)                      | 0/1                              | cimitir victime: 0 \| 2                          |  |
| dată necunoscută                       |                                        |                                        |                                                          |                                                  |                                                |                                  |                                  |                                  |                                  |                                                  |  |
| regiunea Luhansk                       | Kreminna                               | M31                                    | 0/12                                                     | infrastructură militară                          |                                                |                                  |                                  |                                  |                                  |                                                  |  |